# スーパーボンバーマン (漫画)
『スーパーボンバーマン』は、テレビゲームのボンバーマンシリーズ（特にタイトル通りスーパーファミコン版の作品である『スーパーボンバーマン』シリーズ）を元にした、むさしのあつし作のギャグ漫画である。

## 概要
1993年9月号から2002年9月号まで『月刊コロコロコミック』で連載し、『別冊コロコロコミック』で1994年4月号から2002年4月号までおよび同年10月号から2005年10月号まで連載された。
単行本はてんとう虫コミックススペシャル・てんとう虫コロコロコミックスそれぞれ6巻まで発売（てんとう虫コロコロ以降は『スーパーボンバーマン4コマ』名義で発売）。
原作ゲームのようにボンバーマンがブロックだらけのステージで敵を爆殺する描写は一切無く、ボンバーマンたちがスポーツ感覚でバトルを楽しむだけである。バトルの描写も少なく、多くは4コマ形式の漫画で、オチで爆弾がドカーンと爆発することが多い。初期は爆弾以外のボンバーマンのゲームのネタがほとんどなく、ルーイやドクロアイテムがしばし出るだけであった。
途中からはいろいろなボンバーマンのゲームのネタを取り入れたり、爆弾が出る話でも、爆弾が爆発するのではなく、別のオチにつながる場合も多かった。また、『コロコロ』連載時は最新作を舞台にしたカラー作品が掲載されていたが、1999年にカラーでの掲載が終了してからは、ゲームを舞台にした作品は減っていった。
2002年、『ボンバーマンジェッターズ』を原作とした作品の開始に伴い『月コロ』での連載が終了。『別コロ』のみの連載（それ以前から、『別コロ』にも掲載されていた）となり2005年に終了。
この漫画の舞台はボンバー星などのボンバーマンの世界ではなく地球の現代日本であるので、連載初期にはボンバーマン達以外に普通の人間も登場した（連載開始当時の原作ゲームは地球が舞台であることが多かった）。
ボンバーマン15周年記念タイトル『ボンバーマンランド』をはじめ、それ以降に発売されたランドシリーズ（『ボンバーマンカート』『ボンバーマンランド2 ゲーム史上最大のテーマパーク』）では、ゲームごとに条件を満たすことで作者の4コママンガを読むことができる（ゲーム内では「スーパーボンバーマン」という作品名称は使われていないが、登場キャラや設定は全く同じである）。通常の作品のほか、各作品をネタにしたり、実写やゲーム画面を取り入れた作品が登場している。

## 登場キャラクター
キャラクター達の設定は基本的には下記の通りだが、役柄や間柄、性別等はその時のネタによって変化する。時には動物として描かれることもある。

### ボンバー軍団
白ボン
主人公。爆破とバトルが大好き。熱血漢で情に厚いが、その分単純バカでスケベ。青ボンに次いで騙されやすい性格。主役だけあり、ボンバーとしての実力は比較的高く、運動神経も優秀なのだが、おっちょこちょいなのでよく自爆する（登場第1回から自爆している）。
黒ボン
白ボンのライバル。他のみんなを騙して酷い目に遭わせて楽しむ、文字通り黒い性格。そのため黒ボンに関わったボンバーは爆弾の被害にあうことが多い。逆に黒ボンが他のボンバーと関わって被害に遭うことも多いが、悪質な嫌がらせタイプをするのは大概、黒ボンである。クールっぽい雰囲気で描かれており他のメンバーより一歩進んだポジションにいる事が多い。その性格上、ボンバー達の中では悪役を演じる回数はトップクラス。しかし、意地悪なキャラ以外にも、みんなと仲良く遊ぶ、友達キャラとして書かれることも多い。
赤ボン
女の子のキャラクターとして登場。色仕掛け攻撃が得意。わがままで大喰らい、短気で乱暴。怒らせると怖い。たまに黒ボンと同じようにあやしい策略をめぐらす事がある。連載最初期の頃、鼻が描かれていたことが数回ある。
青ボン
臆病で気の弱い性格。それ故にいじめられたり騙されたり、何かと不運な役回りをやらされるケースが多い。それが逆に人気を呼んだのか、キャラクターの人気投票で白ボンを抑えて1位になったことがある。ゴーレムボンバーとは親友同士で、「ゴーちゃん」と呼び仲良くしている。
青ボンがバトルなどで爆弾を武器として使うことは少ないが、日常生活で爆弾を使い他のキャラに被害を与えることは意外に多い。また、自分自身に爆弾を使うという奇行が目立つ。もし爆弾を武器として扱い、被害を与えるとしたらその矛先はほとんど黒ボン。その時もおどおどしていることが多い。
にせ青ボン
字の通り青ボンの偽者。青ボンに成りすまして悪事を働き、陥れる。黒ボンよりもとても陰湿。無口だがしゃべるときもある。青ボンを装い、ゴーレムボンバーと話したこともあるから、声は青ボンと同じと思われる。本物よりつり目で雰囲気も悪い。正体も目的も不明。
みどりボン＆きみどりボン
互いを探して旅する生き別れの兄弟。二人とも帽子とサックの旅人スタイル。行く先々で爆破に巻き込まれながらニアミスを繰り返していたが、最終的には再会できた。

### 凶悪ボンバー五人衆
プラズマボンバー
凶悪ボンバー五人衆のリーダー。電気を操る。ベルトのバックルがコンセントになっている。
プリティボンバー
五人衆の紅一点。赤ボンのライバル。
マグネットボンバー
磁力を操るが、使用している事はほとんどない。
ゴーレムボンバー
巨躯で力持ちだが動きが鈍いので弱く、似たような境遇の青ボンとは親友同士。その体格の所為でルーイに乗れず、ワープポイントも使えない。壊れているのでしゃべらない。
ブレインボンバー
知能が高いが、どこか抜けている。

### その他
サラリーボン
頭身の高いリアルタッチで描かれる、社会人の白ボンたち。大人っぽい雰囲気で描写されるが、基本的な性格等は変わっていない。会社員としてでなく、学校の先生であることもある（頭身の低い大人のボンバーマンが先生のときもある）。
じいボン
白ボンたちの100年後の姿（初登場時は50年後という設定だった）。
赤ちゃんボン
白ボンたちの10年前の姿。
むさボン
作者がモデル。左右に「む」「さ」と書かれたメガネをかけている。劇中では、この作品の作者はむさボンという設定となっている。マンガのネタをいつも考えているが、爆死するとすべて忘れる。爆弾の被害にあうことが（数ではなく比率で）一番多く、逆にむさボンが被害を与えることはまずない。また、メガネに「に」「せ」と書かれた「にせむさボン」も登場した。
ルーイ
ゲームではボンバーマンのお助けキャラとして登場するが、この作品ではボンバーマンと同じように爆弾を扱ったり、ペットとして描かれていることもある。色は緑。初期と現在では絵がらががらりと変わっている。
ポミュ
『爆ボンバーマン2』で初登場したキャラ。作品内での扱いは基本的にルーイと変わらない。体の大きさが爆弾よりやや大きめ程度で、爆弾と間違えられて投げられることも。
青チュウ
『ポケットモンスター』のパロディゲーム、「ポケットボンスター」に登場する、ピカチュウのパロディ。あおボン以外のキャラはついいじめたくなるらしい。しかし、いじわるばあさんには気に入られている（後述）。
爆ちゃん
爆弾。この作品に登場している爆弾には感情を有しているものも多い。最初は生きた爆弾として描かれていたが、途中から人間の体に爆弾の顔という怪人の事もあった。100年間爆発せず生き延び老人と化した「爆さん」も登場する。また、白ボン、赤ボン、青ボン、マグボン、プラボン、キッド等、「爆ちゃん」と呼んでいる。

## 登場キャラクター紹介欄に名前のないキャラクター

### 『スーパーボンバーマン2』の裏技から発生したキャラクター
きいろボン
美形キャラで、髪（茶髪）と鼻がある。女の子によくモテ、爆死シーンすらも美しい。
ピンクボン
和風美人。華道をたしなむ。

### 『スーパーボンバーマン3』に登場したキャラクター
ボンバーキッド
西部劇風の衣装のボンバーマン。麺を打つのが得意。
メキシカンボンバー
マラカスを持ったレゲエ風のボンバーマン。眉毛が音符になっている。
ボンバーチュン
中国風の衣装のお爺さんのボンバーマン。白ボンに爆弾にまつわるウソを教えて、爆死させる。
メタルボンバー
ヘヴィメタル風のボンバーマン。サングラスを取ると目がきれい。
コサックボンバー
コサックダンスを踊るボンバーマン。
ボンバーウッホ
アフリカ原住民のようなボンバーマン。片言でしゃべる。

### 『スーパーボンバーマン4』のボンバー四天王
白ボンが見た夢で初登場。
ボンバーバズーカ
腕のバズーカ砲から火炎を出すことができる。夢の中では白ボンいわくアホらしい。
ジェットボンバー
背中のジェットで空を飛べる。宇宙にまで飛んでいける。背中のジェットは取り外し可能。夢の中では飛んでいる時のコントロールができずビルにあたって自滅した。
ハンマーボンバー
左腕に鉄球のついた鎖がついている。
レディボンバー
四天王の紅一点。爆弾の他に、ビットという弾丸のようなもので相手を攻撃できる。
ボンバーグレート
四天王を統べるリーダー。見た目が怖いので、黒ボンと同じく悪役をやることが多い。

### 『Bビーダマン爆外伝V』のデビルベーダー
ドクダンディ
「ヤパパパーン」が口癖のデビル四幹部のリーダー。黒ボンちゃんのLOVEなオカマ。
アクマント
デビル四幹部の司令塔。毎回、白ボン達に戦闘を仕掛けてくる。
ゲストラー
デビル四幹部の参謀。
スリンガー
デビル四幹部の傭兵。常にクールで実力は黒ボンに匹敵するかそれ以上ある。スリンガー十ヵ条なる独自のルールを持つ。

## シリーズネタ
作品中の数あるネタの中でも、特にシリーズ化されているものをここに記述する。
社会人白ボン
劇画タッチで描かれる社会人の白ボンたち、サラリーボンが厳しいサラリーマン社会を生き抜く姿を描くシリーズ。なお、サラリーボンと通常のボンバーたちは別人であり、劇画白ボンと普通の白ボンが共演していることもある。
百年後
白ボンの百年後の姿であるじいボンが、年を取っても爆破にまみれた生活を送っている姿を描くシリーズ。自爆が多い。
十年前
白ボンの十年前の姿、赤ちゃんボンが、初の爆破や爆死を経験してゆくシリーズ。大抵、両親（パパボン、ママボン）が巻き込まれる。
爆弾衛門
戦国時代の白ボンのライバルで正体不明で負け知らずの侍（爆ちゃん）。白ボンが挑戦するたびにことごとく返り討ちにしてきたが、年老いてからは仲良くなっていた。
いじわるばあさん
爆弾を利用した意地悪をする。タバコ屋に勤めているらしい。夫は他界しているが墓参りに行った際に生き返った事がある。また、作中で散々な目に合わされていた青チュウをこのばあさんに向かわせればどんないじわるをするのか試したところ、いたく気に入られてかわいがられてしまった。
よめとしゅうとめ
青子（青ボン）と姑（黒ボン）の確執（というより大概、姑が一方的に青子をいじめている）を描いたシリーズ。姑の陰湿っぷりはにせ青ボンに近いものがあるが、他のキャラにも意地悪な行動をする事がある。なお、青子の夫役は白ボンである。
黒ボン料理人
黒ボンが料理人となり、さまざまな料理を「食材＋爆弾」で作っていく。しかしシリーズが進むごとに失敗が多くなる。
ハードボイルド
黒ボン演じる、ハードボイルドな男が主人公のシリーズ。作画タッチが普段と異なる。
ボンバーロボ
飛行機型の1号、2号（パイロット:白ボン、赤ボン）と装軌式装甲車型の3号（パイロット:青ボン）が合体して胴体が爆弾になっているロボット、「ボンバーロボ」が登場するが第1回から完成直後に自爆する有様でまともに敵を倒したことは無く、最終回で破壊される。代わりに2号機が登場するも胴体はドクロパネルであった。

## つづけるんだ むさぼん
『つづけるんだ むさぼん』とは、連載が終わった本作の続編として、作者のサイトで月に一度のペースで連載されているフリーの4コマウェブコミックである。続編だけあってノリは変わっていないが、基本的にむさボンの一人劇場。ただし、たまにサブキャラとして青ボン（と同じ顔のキャラクター）がゲスト出演している。また、作者のオリジナルキャラである爆ちゃん（前述）並びに爆弾顔のキャラクターは頻繁に登場する。